# 普朗克粒子

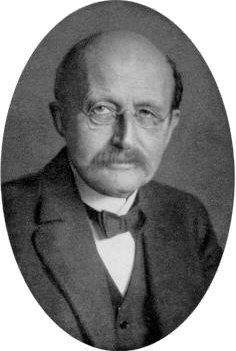
馬克斯·普朗克

普朗克粒子是一種假設的粒子，定義為約化康普頓波長恰好等於史瓦西半徑的微黑洞。用方程式表達，約化康普頓波長{\displaystyle {\bar {\lambda }}\,\!}與史瓦西半徑{\displaystyle r_{s}\,\!}分別為
{\displaystyle {\bar {\lambda }}={\frac {\hbar }{mc}}\,\!}，
{\displaystyle r_{s}={\frac {2Gm}{c^{2}}}\,\!}；
其中，{\displaystyle \hbar \,\!}是約化普朗克常數，{\displaystyle m\,\!}是普朗克粒子的質量，{\displaystyle c\,\!}是光速，{\displaystyle G\,\!}是萬有引力常數。
使兩個方程式相等，可以得到普朗克粒子的質量：
{\displaystyle m={\sqrt {\frac {\hbar c}{2G}}}\,\!}。
所以，普朗克粒子的質量與普朗克質量{\displaystyle m_{P}={\sqrt {\frac {\hbar c}{G}}}\,\!}的關係是
{\displaystyle m={\frac {\sqrt {2}}{2}}m_{P}\,\!}，
而普朗克粒子的約化康普頓波長（也是普朗克粒子的史瓦西半徑）與普朗克長度{\displaystyle l_{P}={\sqrt {\frac {\hbar G}{c^{3}}}}\,\!}的關係則是
{\displaystyle {\bar {\lambda }}={\frac {\sqrt {2}}{2}}l_{P}\,\!}。
與質子這類的粒子比較，普朗克粒子是極小極重的粒子；它的半徑大約是質子的半徑乘以{\displaystyle 10^{-20}\,\!}，質量大約是質子的質量乘以{\displaystyle 10^{19}\,\!}。
許多物理學家認為普朗克粒子會因為霍金輻射而消失不見。依照理論估計，普朗克粒子的壽命只有{\displaystyle 1.38\cdot 10^{-44}\,\!}秒，或{\displaystyle 0.26\,\!}普朗克時間。這麼極短的一剎那時間，目前尚無法成功地測量。在另一方面，霍金輻射這理論仍舊存在著許多爭議，仍舊等待更多的研究與論證。

## 參閱
- 微黑洞
- 普朗克單位
- 自然單位

## 外部連結
- 普朗克尺寸的物理 （页面存档备份，存于）